# Pancovia sessiliflora
Pancovia sessiliflora är en kinesträdsväxtart som beskrevs av Hutchinson & Dalziel. Pancovia sessiliflora ingår i släktet Pancovia och familjen kinesträdsväxter. Inga underarter finns listade i Catalogue of Life.